# 南吉田町 (横浜市)
南吉田町（みなみよしだちょう）は、神奈川県横浜市南区の地名。現行行政地名は南吉田町1丁目から南吉田町5丁目（字丁目）。住居表示未実施区域。

## 地理
南区の北東部に位置し、南に山王町、川を挟んで西に南太田、北に日枝町、東に中区伊勢佐木町と接している。

## 歴史

### 沿革
かつて横浜市に編入する前のこの場所は、久良岐郡戸太町大字吉田新田であった。
- 1901年（明治34年）4月1日 - 横浜市に編入。横浜市南吉田町となる[6]。
- 1927年（昭和2年）10月1日 - 横浜市の区制施行に伴い、中区を新設。横浜市中区南吉田町となる[7]。
- 1928年（昭和3年）9月1日 - 南吉田町の一部を末吉町、曙町、弥生町、二葉町、高根町、白妙町、浦舟町、日枝町、新川町、山王町、花之木町、宿町、宮元町、共進町、蒔田町、西中町、高砂町、吉野町へ編入[8]。
- 1932年（昭和7年）1月1日 - 南吉田町の一部を三吉町、真金町へ編入[9]。
- 1943年（昭和18年）12月1日 - 南区の新設により、横浜市南区南吉田町となる[10]。
- 1969年（昭和44年）10月1日 - 行政区再編成により、南区を再配置。横浜市南区南吉田町となる[11]。
- 1995年（平成7年）10月16日 - 南吉田町の一部を南太田一丁目へ編入[12]。

## 世帯数と人口
2025年（令和7年）6月30日現在（横浜市発表）の世帯数と人口は以下の通りである。
| 丁目          | 世帯数    | 人口    |
| ------------- | --------- | ------- |
| 南吉田町1丁目 | 299世帯   | 520人   |
| 南吉田町2丁目 | 474世帯   | 674人   |
| 南吉田町3丁目 | 88世帯    | 119人   |
| 南吉田町4丁目 | 149世帯   | 190人   |
| 南吉田町5丁目 | 223世帯   | 326人   |
| 計            | 1,232世帯 | 1,829人 |

### 人口の変遷
国勢調査による人口の推移。
| 年                 | 人口  |
| ------------------ | ----- |
| 1995年（平成7年）  | 925   |
| 2000年（平成12年） | 1,447 |
| 2005年（平成17年） | 1,454 |
| 2010年（平成22年） | 1,437 |
| 2015年（平成27年） | 1,614 |
| 2020年（令和2年）  | 1,711 |

### 世帯数の変遷
国勢調査による世帯数の推移。
| 年                 | 世帯数 |
| ------------------ | ------ |
| 1995年（平成7年）  | 518    |
| 2000年（平成12年） | 792    |
| 2005年（平成17年） | 787    |
| 2010年（平成22年） | 796    |
| 2015年（平成27年） | 918    |
| 2020年（令和2年）  | 1,047  |

## 学区
市立小・中学校に通う場合、学区は以下の通りとなる（2024年11月時点）。
| 丁目          | 番・番地等 | 小学校             | 中学校             |
| ------------- | ---------- | ------------------ | ------------------ |
| 南吉田町1丁目 | 全域       | 横浜市立日枝小学校 | 横浜市立共進中学校 |
| 南吉田町2丁目 | 全域       | 横浜市立日枝小学校 | 横浜市立共進中学校 |
| 南吉田町3丁目 | 全域       | 横浜市立日枝小学校 | 横浜市立共進中学校 |
| 南吉田町4丁目 | 全域       | 横浜市立日枝小学校 | 横浜市立共進中学校 |
| 南吉田町5丁目 | 全域       | 横浜市立日枝小学校 | 横浜市立共進中学校 |

## 事業所
2021年（令和3年）現在の経済センサス調査による事業所数と従業員数は以下の通りである。
| 丁目          | 事業所数 | 従業員数 |
| ------------- | -------- | -------- |
| 南吉田町1丁目 | 14事業所 | 698人    |
| 南吉田町2丁目 | 12事業所 | 39人     |
| 南吉田町3丁目 | 7事業所  | 31人     |
| 南吉田町4丁目 | 12事業所 | 43人     |
| 南吉田町5丁目 | 10事業所 | 70人     |
| 計            | 55事業所 | 881人    |

### 事業者数の変遷
経済センサスによる事業所数の推移。
| 年                 | 事業者数 |
| ------------------ | -------- |
| 2016年（平成28年） | 62       |
| 2021年（令和3年）  | 55       |

### 従業員数の変遷
経済センサスによる従業員数の推移。
| 年                 | 従業員数 |
| ------------------ | -------- |
| 2016年（平成28年） | 319      |
| 2021年（令和3年）  | 881      |

## 施設
- 横浜吉野町郵便局[22]

## その他

### 日本郵便
- 郵便番号 : 232-0012[3]（集配局：横浜南郵便局[23]）

### 警察
町内の警察の管轄区域は以下の通りである。
| 番・番地等 | 警察署   | 交番・駐在所 |
| ---------- | -------- | ------------ |
| 全域       | 南警察署 | 吉野町交番   |